# Myrmoderus
Myrmoderus és un gènere d'ocells de la família dels tamnofílids (Thamnophilidae). El gènere fou creat l'any 1909 per l'ornitòleg estatunidenc Robert Ridgway.

## Taxonomia
Segons la Classificació del Congrés Ornitològic Internacional (versió 10.2, 2020) aquest gènere està format per cinc espècies:
- Myrmoderus ferrugineus - formiguer de dors rovellat.
- Myrmoderus eowilsoni - formiguer de Cordillera Azul.
- Myrmoderus ruficauda - formiguer cuirassat.
- Myrmoderus loricatus - formiguer emmascarat.
- Myrmoderus squamosus - formiguer mallat.